# 4885 Ґрандж
4885 Ґрандж (4885 Grange) — астероїд головного поясу, відкритий 10 червня 1980 року.
Тіссеранів параметр щодо Юпітера — 3,485.